# Daniel Mendoza (boxeador)
Daniel Mendoza (Aldgate, Londres, 5 de julio de 1764 - 3 de septiembre de 1836) (también conocido como Dan Mendoza) fue un boxeador inglés sefardí, campeón de Inglaterra del año 1792 hasta el año 1795. Es conocido como el padre del boxeo científico.

## Ascenso
Antes de Mendoza, los boxeadores generalmente luchaban sin moverse mucho, y meramente golpeaban. El estilo de Mendoza era más trabajado, su "estilo científico" incluyó mucho movimiento defensivo. Él desarrolló un nuevo estilo de boxeo, incorporando estrategias defensivas: moviéndose alrededor del objetivo, agachándose, bloqueando y, más que nada, evitando ser golpeado. Para esa época, esto era revolucionario, y gracias a su estilo Mendoza era capaz de derrotar a enemigos de mucho mayor tamaño. Aunque solo medía 1,70 m y pesaba 75 kg, Mendoza fue el campeón peso pesado número 16 de 1792 hasta 1795, y es, hasta hoy en día, el único peso mediano ganador del Campeonato Mundial de Peso Pesado. En el 1789 , abrió su propia academia de boxeo y publicó un libro El Arte del Boxeo cuyas enseñanzas crearon las bases de lo que es hoy en día el boxeo.
Mendoza transformó el estereotipo del judío inglés de un hombre débil e indefenso a alguien merecedor del respeto. Se rumorea que fue el primer judío que habló con el Rey Jorge III.
Su temprana carrera fue definida por tres peleas contra su mentor, Richard Humphries entre 1788 y 1790. La primera pelea la ganó Humphries. Las otras dos peleas fueron ganadas por Mendoza. La tercera pelea marcó historia: fue la primera vez los espectadores fueron cobrados para ver un evento deportivo. Las peleas se hicieron famosas porque se publicaron en los diarios.
Las memorias de Mendoza indican que él estuvo involucrado en tres peleas mientras iba de camino a ver peleas de boxeo. Las razones fueron: (a) el carro de una persona lo molestó; (b) él sintió que un vendedor le estaba estafando; (c) no le gustó como lo veía una persona.

## Descenso
En 1795 Mendoza luchó contra "el Caballero" John Jackson por el Campeonato en Hornchurch en Essex. Jackson era cinco años más joven, 10 centímetros más alto, y pesaba 19 kilos más. Mendoza perdió tras 9 rondas. La estrategia de Jackson se basó en tomar a Mendoza del pelo con un brazo y con el otro pegarle en la cara. Después de esta pelea los boxeadores llevan el pelo corto.
Después de 1795 Mendoza comenzó a buscar otras fuentes de dinero, comprando un pub llamado "Admiral Nelson", en Whitechapel. Se negó a luchar muchas revanchas y en 1807 escribió una carta al periódico The Times en la cual decía que se iba a dedicar a la enseñanza del boxeo. En 1809 él y unos asociados fueron contratados por el administrador de un teatro, miembro de la Familia Kemble; el resultado de una campaña publicitaria pobre, probablemente le costó a Mendoza mucho de su soporte popular, ya que fue visto luchando del lado de los privilegiados.
Mendoza ganó y gastó una fortuna. Sus Memorias (escritas en 1808 pero no publicadas hasta 1816) reportan que él apareció en una pantomima llamada Robinson Crusoe or Friday Turned Boxer, abrió una academia de boxeo en el liceo del Strand, trabajó como sargento reclutador para el ejército, imprimió su propio papel moneda y fue dueño de su propio pub.
Mendoza hizo su última aparición pública como boxeador en 1820 en el Banstead Downs; luchó contra Tom Owen y perdió tras 12 rondas.
Inteligente y carismático, pero caótico y mal negociante y administrador, murió dejando a su familia en la pobreza, a los 72 años de edad.

## Salón de la Fama
En 1954 Mendoza fue incluido en el Salón de la Fama del Boxeo.
En 1990 fue introducido en la clase inaugural del Salón de la Fama.
Mendoza, el cual era judío, fue introducido en el Salón Internacional de Deportes Judío en 1981.

## Vida personal y familia
Mendoza nació en Aldgate en julio de 1764, hijo de Abraham Mendoza (1731-1805) y de Esther López (1731-1813).  Era el tercero de siete. Sus hermanos eran: Benvenida (1752-1784), Aarón (1754-1759), Isaac (1758-?), Sarah (1760-?), Raphael (1772-?) y Miriam (1774-?).
En mayo del 1787 se casó con Esther y tuvieron nueve hijos: Abraham, Sophia, Isabella, Daniel, Jesse, Louisa, Aaron, Isaac y Matilda.
Sus ancestros habían estado en Portugal y en Italia siglos antes. La familia Mendoza ha tenido descendientes en muchos países incluyendo Inglaterra, Portugal, Australia, Nueva Zelanda, América e Israel.
El presentador de radio Mike Mendoza y Phillip Mendoza son descendientes de Daniel Mendoza. También el actor Peter Sellers y el escritor David Malouf.